# ليفرمور (كاليفورنيا)
ليفرمور (بالإنجليزية: Livermore)‏ هي إحدى مدن مقاطعة ألاميدا، كاليفورنيا. تم إعطاءها لقب مدينة في 1 أبريل، 1876.

## المناخ
يظهر الجدول التالي التغييرات المناخية على مدار السنة لليفرمور:
| البيانات المناخية لـليفرمور        | البيانات المناخية لـليفرمور | البيانات المناخية لـليفرمور | البيانات المناخية لـليفرمور | البيانات المناخية لـليفرمور | البيانات المناخية لـليفرمور | البيانات المناخية لـليفرمور | البيانات المناخية لـليفرمور | البيانات المناخية لـليفرمور | البيانات المناخية لـليفرمور | البيانات المناخية لـليفرمور | البيانات المناخية لـليفرمور | البيانات المناخية لـليفرمور | البيانات المناخية لـليفرمور |
| الشهر                              | يناير                       | فبراير                      | مارس                        | أبريل                       | مايو                        | يونيو                       | يوليو                       | أغسطس                       | سبتمبر                      | أكتوبر                      | نوفمبر                      | ديسمبر                      | المعدل السنوي               |
| ---------------------------------- | --------------------------- | --------------------------- | --------------------------- | --------------------------- | --------------------------- | --------------------------- | --------------------------- | --------------------------- | --------------------------- | --------------------------- | --------------------------- | --------------------------- | --------------------------- |
| الدرجة القصوى °ف (°م)              | 77 (25)                     | 80 (27)                     | 88 (31)                     | 96 (36)                     | 108 (42)                    | 113 (45)                    | 113 (45)                    | 112 (44)                    | 113 (45)                    | 106 (41)                    | 93 (34)                     | 79 (26)                     | 113 (45)                    |
| الحد الأقصى المتوسط °ف (°م)        | 66.9 (19.4)                 | 71.4 (21.9)                 | 77.9 (25.5)                 | 85.8 (29.9)                 | 94.3 (34.6)                 | 102.0 (38.9)                | 104.3 (40.2)                | 102.8 (39.3)                | 101.2 (38.4)                | 92.6 (33.7)                 | 79.0 (26.1)                 | 67.8 (19.9)                 | 106.3 (41.3)                |
| متوسط درجة الحرارة الكبرى °ف (°م)  | 56.8 (13.8)                 | 61.2 (16.2)                 | 65.2 (18.4)                 | 70.5 (21.4)                 | 76.4 (24.7)                 | 83.1 (28.4)                 | 89.0 (31.7)                 | 88.2 (31.2)                 | 86.0 (30.0)                 | 77.7 (25.4)                 | 66.3 (19.1)                 | 57.5 (14.2)                 | 73.2 (22.9)                 |
| متوسط درجة الحرارة الصغرى °ف (°م)  | 36.7 (2.6)                  | 39.4 (4.1)                  | 41.3 (5.2)                  | 43.6 (6.4)                  | 47.6 (8.7)                  | 51.7 (10.9)                 | 54.2 (12.3)                 | 54.0 (12.2)                 | 52.5 (11.4)                 | 47.7 (8.7)                  | 41.1 (5.1)                  | 37.0 (2.8)                  | 45.6 (7.6)                  |
| الحد الأدنى المتوسط °ف (°م)        | 26.4 (−3.1)                 | 29.5 (−1.4)                 | 32.1 (0.1)                  | 34.9 (1.6)                  | 39.3 (4.1)                  | 44.4 (6.9)                  | 47.7 (8.7)                  | 47.8 (8.8)                  | 44.5 (6.9)                  | 38.3 (3.5)                  | 30.5 (−0.8)                 | 26.7 (−2.9)                 | 24.5 (−4.2)                 |
| أدنى درجة حرارة °ف (°م)            | 18 (−8)                     | 21 (−6)                     | 22 (−6)                     | 29 (−2)                     | 32 (0)                      | 38 (3)                      | 36 (2)                      | 36 (2)                      | 35 (2)                      | 29 (−2)                     | 22 (−6)                     | 18 (−8)                     | 18 (−8)                     |
| الهطول إنش (مم)                    | 2.97 (75)                   | 2.47 (63)                   | 2.15 (55)                   | 1.00 (25)                   | .44 (11)                    | .11 (2.8)                   | .02 (0.51)                  | .04 (1.0)                   | .22 (5.6)                   | .67 (17)                    | 1.54 (39)                   | 2.56 (65)                   | 14.19 (359.91)              |
| متوسط أيام هطول الأمطار (≥ .01 in) | 10                          | 9                           | 9                           | 6                           | 3                           | 1                           | 0                           | 0                           | 1                           | 3                           | 7                           | 9                           | 58                          |
| متوسط الأيام الممطرة (≥ 0.1 in)    | 6                           | 6                           | 5                           | 3                           | 1                           | 0                           | 0                           | 0                           | 0                           | 2                           | 4                           | 6                           | 34                          |
| متوسط الأيام المثلجة               | trace                       | 0.0                         | 0.0                         | 0.0                         | 0.0                         | 0.0                         | 0.0                         | 0.0                         | 0.0                         | 0.0                         | 0.0                         | 0.1                         | 0.1                         |
| المصدر: WRCC and pogodaiklimat.ru  |                             |                             |                             |                             |                             |                             |                             |                             |                             |                             |                             |                             |                             |

## أشهر المعالم
تتواجد في محطة إطفاء المدينة اللمبة المئوية، والتي تعد أقدم لمبة تعمل حتى الآن.

## توأمة
لليفرمور (كاليفورنيا) اتفاقيات توأمة مع:
- كويتزالتنانغو

## أعلام
- فانيسا راي
- جيري سميث
- مارتن هاريسون
- كريستين ألين
- هنري بريفارد ديفيدسون
- كونراد باين
- جاك غوثري
- أغسطس إل. هارت
- ستيف دانيلسون